# Spiska Kapituła

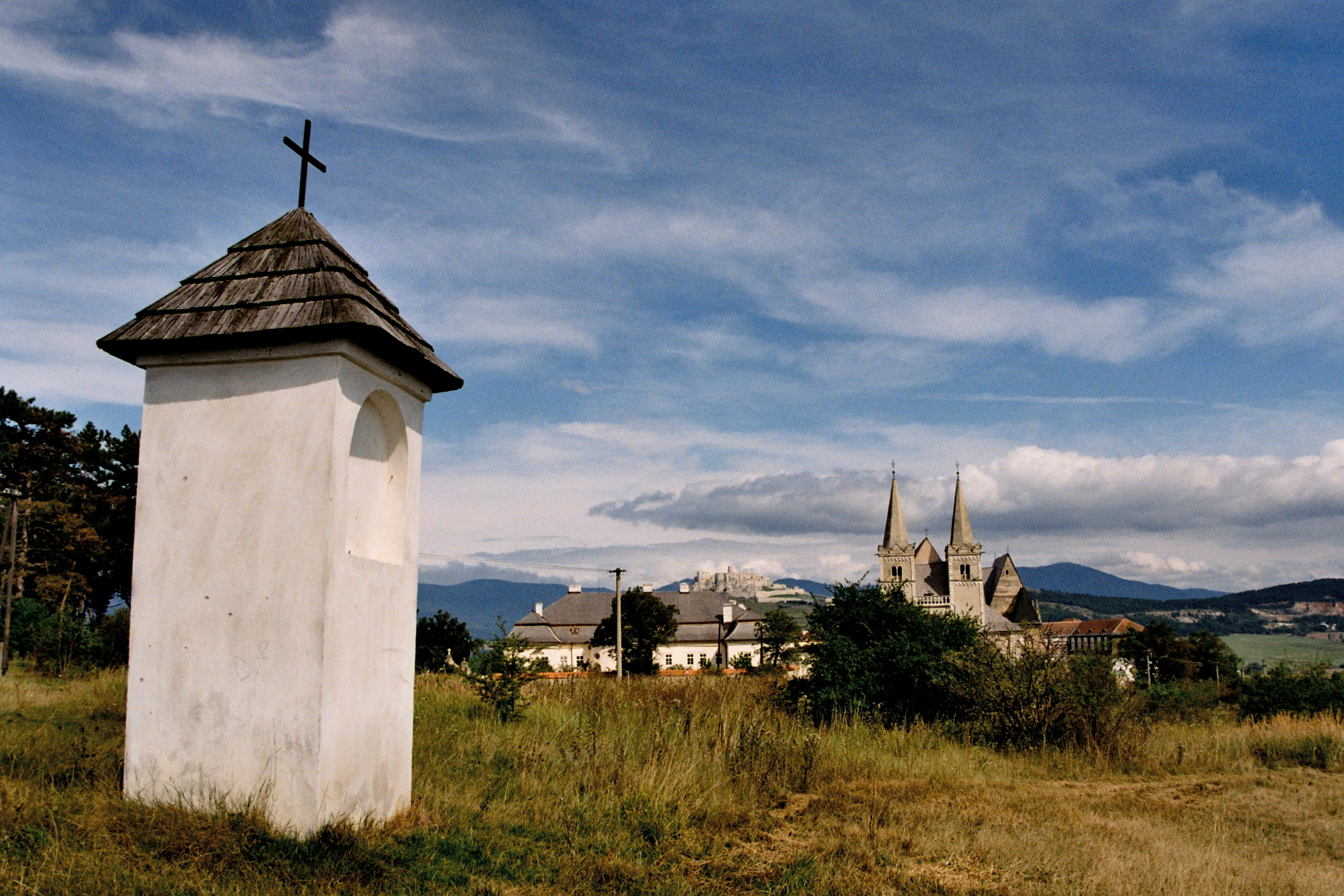
Spiska Kapituła – katedra i Zamek Spiski w tle

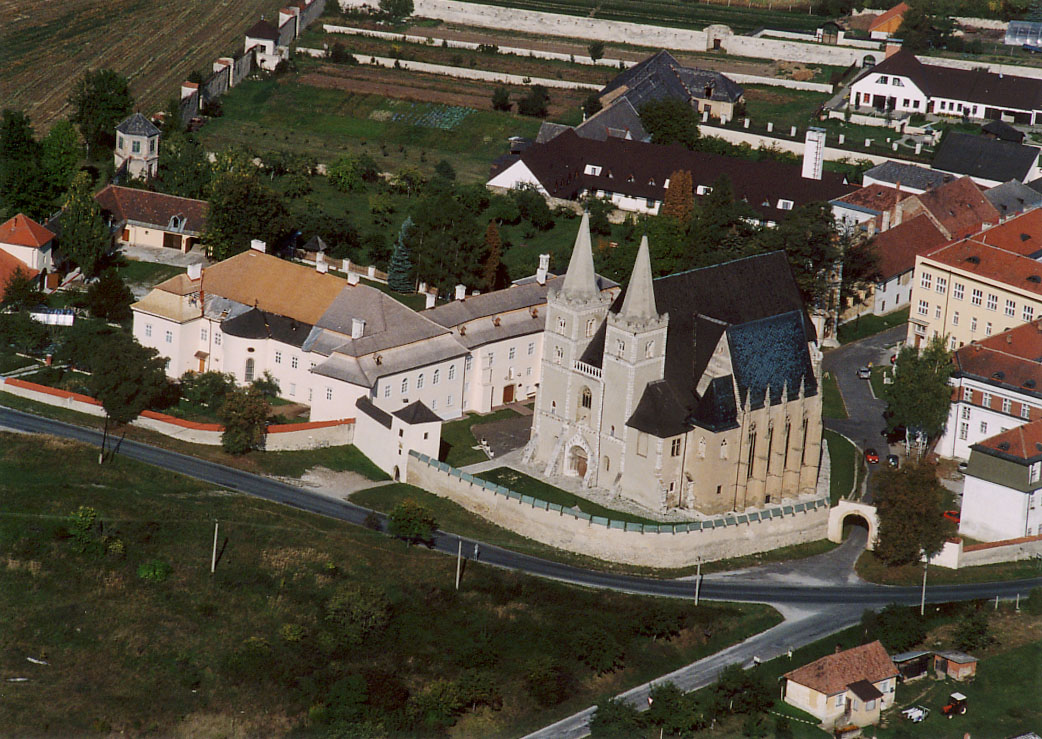
Widok z powietrza – po lewej stronie pałac arcybiskupi

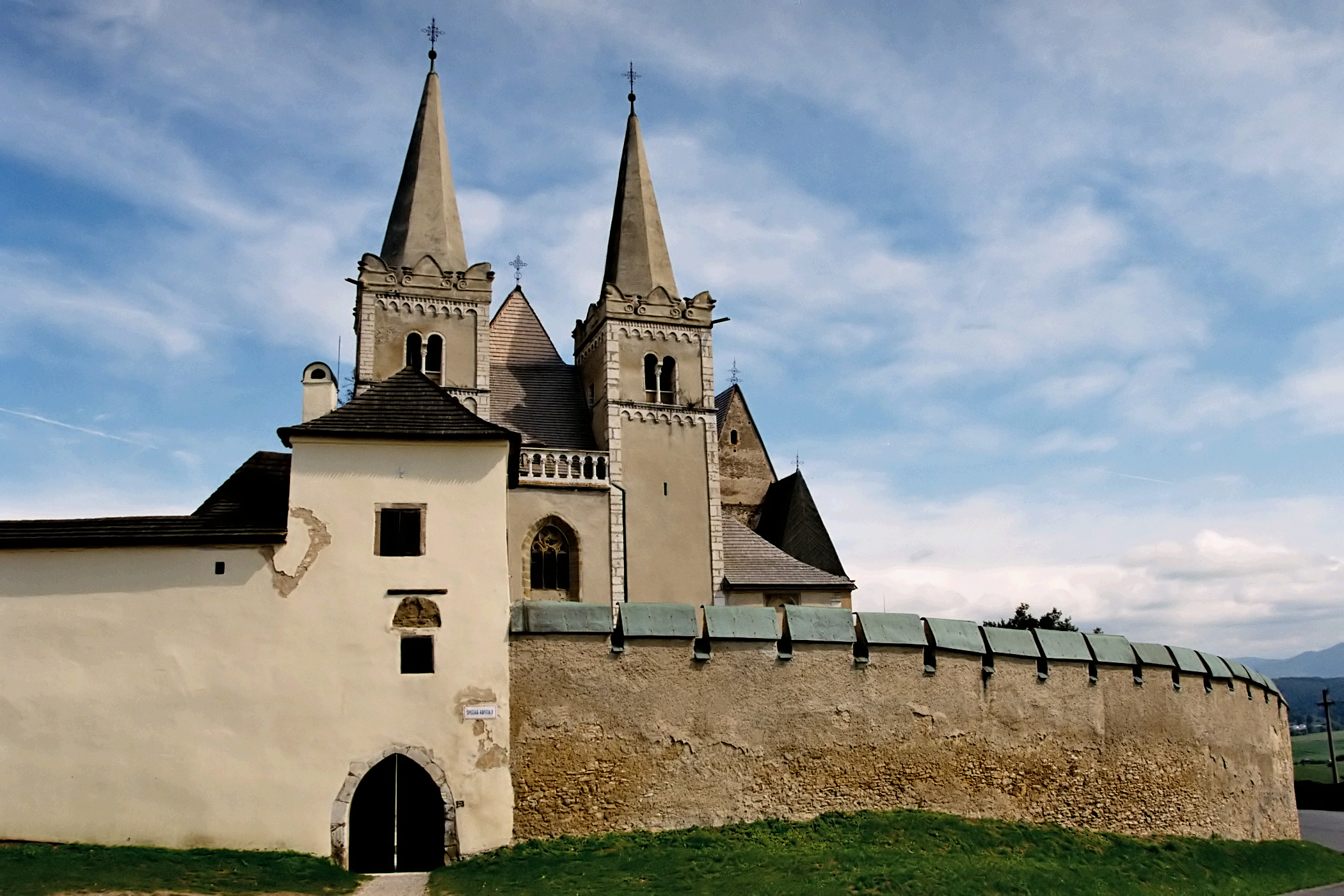
Brama Górna i katedra

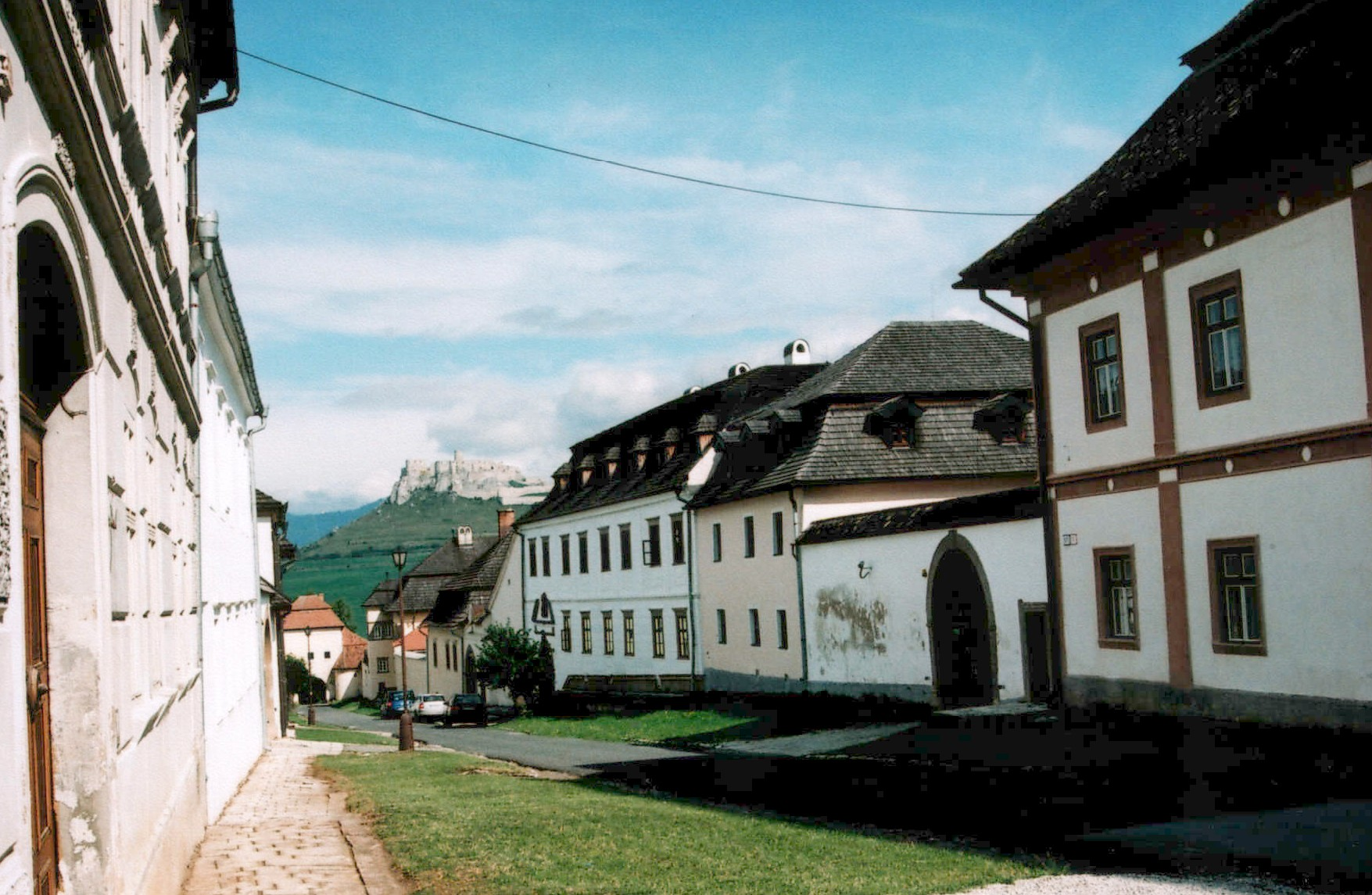
Uliczka biegnąca w kierunku Bramy Dolnej

Spiska Kapituła (słow. Spišská Kapitula, węg. Szepeshely, niem Zipser Kapitel, łac. Capitulum Scepusiense) – miejscowość w północnej Słowacji, na słowackim Spiszu. Zwarty zespół architektoniczny, od początku swego istnienia ściśle związany z kultem chrześcijańskim. Do 1948 samodzielne miasteczko warowne; obecnie dzielnica miasta Spiskie Podgrodzie. Od 1776 r. siedziba biskupów Spiszu. Z powodu swego znaczenia nazywana „słowackim Watykanem”.
Wraz z Lewoczą, Spiskim Podgrodziem, Zamkiem Spiskim i leżącą u jego stóp wioską Żehra od 1993 znajduje się na liście światowego dziedzictwa UNESCO (wpisane jako Levoča, Spišský Hrad i okoliczne zabytki).

## Położenie
Spiska Kapituła położona jest na wschodnim stoku Martinowskiego Kopca, ok. 1,2 km na zachód od rynku Spiskiego Podgrodzia. Zespół zabudowy rozłożony jest wzdłuż jedynej, centralnej ulicy, obniżającej się łagodnie z zachodu na wschód i poza murami dawnego miasta przechodzącej obecnie w zabudowę Spiskiego Podgrodzia. Ok. 1 km na północ od Spiskiej Kapituły przebiegają autostrada D1 i droga nr 18.

## Historia
Pierwszy ośrodek religijny mógł istnieć na wzgórzu już w czasach Państwa wielkomorawskiego. W XII wieku wraz z węgierską kolonizacją pojawiają się pierwsze wzmianki o miejscowym kościele św. Marcina, który od XIII wieku stał się punktem, wokół którego rozwinęło się opactwo i kapituła. W tym też wieku rozpoczęła funkcjonowanie szkoła przy kapitule, później seminarium duchowne, którego absolwentem był pod koniec XIX w. m.in. ksiądz Andrej Hlinka. Wzdłuż głównej ulicy powstały budowle kolejnych kanonii.  Wkrótce Spiska Kapituła stała się najważniejszym ośrodkiem religijnym na całym Spiszu.
Pierwsze obwarowania zespołu pojawiły się w XIV wieku. Obecne mury pochodzą z lat 1662–1665. Wtedy też miejscowość otrzymała prawa miejskie. W 1776 Spiska Kapituła stała się siedzibą nowo utworzonego biskupstwa spiskiego. Przebudowano wówczas dzisiejszy pałac biskupi, a następnie urządzono ogrody biskupie (słow. Biskupská záhrada). Od 1819 działało w mieście pierwsze na Węgrzech seminarium nauczycielskie.
Przez większość swego istnienia liczba mieszkańców nie przekraczała 300 osób i 30 domów – mieszkali tutaj głównie członkowie kapituły i służba, żyjący wzdłuż jednej ulicy, zakończonej dwoma bramami: Górną od strony zachodniej (koło kościoła św. Marcina) i Dolną od strony wschodniej (od strony Spiskiego Podgrodzia). Przy wschodnim murze utworzono cmentarz, na którym spoczywają m.in. biskupi spiscy. Taki układ przestrzenny zachował się do dzisiaj.
Od 1948 Spiska Kapituła stała się częścią Spiskiego Podgrodzia. W okresie rządów komunistycznych seminaria zamknięto, a w ich budynkach umieszczono szkołę dla funkcjonariuszy czechosłowackiej służby bezpieczeństwa i archiwum. Po 1989 budynki te przywrócono Kościołowi katolickiemu.

## Zabytki
- Średniowieczny układ miejski z murami obronnymi i dwiema bramami – Górną i Dolną,
- Katedra św. Marcina z XIII wieku. Orientowana, późnoromańska trójnawowa świątynia halowa, z wielobocznie zamkniętym prezbiterium i z dwoma wieżami od strony zachodniej, powstała w latach 1245-1275[2]. Po kilkukrotnych przebudowach posiada obecnie więcej elementów gotyckich. W XIX wieku, kiedy wnętrze kościoła było barokowe, nastąpiła radykalna regotyzacja, często polegająca na poprawianiu oryginalnych średniowiecznych rzeźb i ołtarzy. Wśród najciekawszych elementów należy wymienić romańskie portale (zachodni i północny), najstarszą romańską rzeźbę na Słowacji (Leo albus, leżącego białego lwa), gotycką kaplicę grobową Zapolyów z XV wieku, kilka gotyckich ołtarzy (z dawnych 13). Szczytowym osiągnięciem miejscowej szkoły malarskiej jest skrzydłowy ołtarz Koronowania Marii Panny z lat 1493-1499 w kaplicy Zapolyów[2]. Oprócz tego w katedrze są liczne epitafia i nagrobki, XV-wieczna figura Chrystusa Boleściwego, gotyckie sklepienia gwiaździste i romańskie filary. Nad północnym romańskim portalem zachowało się, odkryte w latach 50. XX wieku, naścienne malowidło z roku 1317, przedstawiające koronację Karola Roberta na króla Węgier - wyjątkowe z uwagi na ukazanie aktualnego motywu świeckiego w budowli kościelnej[2].

- Późnobarokowy pałac biskupi, którego najstarsze skrzydło pochodzi z XIII wieku.
- Późnobarokowa wieża zegarowa z 1793; obecnie kasa Spiskiego Muzeum Diecezjalnego (wstępy do katedry św. Marcina), punkt informacji turystycznej i mała kawiarenka.
- Budynek seminarium - obecnie w stylu klasycystycznym.
- Kanonie, reprezentujące style od renesansu do baroku.

W bliskim sąsiedztwie Spiskiej Kapituły znajduje się rezerwat przyrody Sivá Brada ze sztucznym gejzerem i źródłem wody mineralnej Ondrej.